# 萩原恭子
萩原 恭子（はぎわら きょうこ）は、日本の元フィギュアスケート選手（ペアスケーティング）、フィギュアスケートコーチ。パートナーは尾崎久郎、村田澄夫。
1975年から1978年まで全日本フィギュアスケート選手権4連覇。1976年ネーベルホルン杯3位。1977-1979年世界フィギュアスケート選手権日本代表。日本大学卒業。

## 経歴
1975年、全日本ジュニア選手権の女子シングルで3位、村田澄夫と組んだペアで優勝した。また、1977年まで全日本選手権で3年連続優勝する。
1976年に出場したネーベルホルン杯では3位に入り、同大会のペアスケーティングでは日本人として初めて表彰台に立った。1977年に東京で開催された世界選手権に出場し13位となった。
1978年、尾崎久郎とカップルを組み直し、全日本選手権で4度目の優勝を果たした。その後、1980年、ハカで行われた世界プロフィギュア選手権で2位となった。

## 主な戦績
- 1974-1978は村田澄夫。
- 1978-1980は尾崎久郎。

| 大会/年          | 1974-75 | 1975-76 | 1976-77 | 1977-78 | 1978-79 | 1979-80 |
| ---------------- | ------- | ------- | ------- | ------- | ------- | ------- |
| 世界選手権       |         |         | 13      | 15      | 14      |         |
| 全日本選手権     |         | 1       | 1       | 1       | 1       |         |
| 全日本Jr.選手権  | 1       |         |         |         |         |         |
| NHK杯            |         |         |         |         |         | 6       |
| ネーベルホルン杯 |         |         | 3       |         |         |         |